# Har Bereniki
Har Bereniki (hebrejsky: הר ברניקי) je vrch o nadmořské výšce - 20 metrů v severním Izraeli, v Dolní Galileji.
Leží cca 1 kilometr jižně od centra města Tiberias. Má podobu pahorku, který vystupuje cca 200 metrů nad západní břehy Galilejského jezera. Vrcholová partie je zabrána pozůstatky kostela svaté Veroniky (Berenika) z byzantského období. Lokalita je turisticky využívána. Nabízí se odtud výhled na celé Galilejské jezero. Po jižní straně kopce probíhá vádí Nachal Bereniki. Západním směrem terén dále stoupá k náhorní terase Har Menor. Svahy pokrývá lesoparkový komplex Ja'ar Švejcarija (Švýcarský les).